# Leo Weinthal
Leo Weinthal (1865-1930) est un journaliste anglais de la fin du XIXe siècle.

## Biographie
Né sur le sol sud-africain, Leo Weinthal fut rédacteur en chef du journal Pretoria Press, et correspondant en chef de l'agence de presse Reuters dans le Transvaal, en Afrique du Sud, peu avant la guerre des Boers, aux côtés de Sir Roderick Jones, qui deviendra propriétaire et directeur de Reuters en 1915. Leur couverture de cet événement, à partir de sources d'information dans les deux camps contribue à la bonne image de Reuters, alors que le succès des mines d'or d'Afrique du Sud était suivi de près par les investisseurs.
Ami du président sud-africain Paul Kruger, il s'est brouillé avec lui lors de la loi sur la presse de 1896 qui a restreint les droits des journalistes dans le Transvaal. En 1902, il a fondé le journal African World à Londres. Il a également promu la ligne de chemin de fer Le Cap-Le Caire Express, afin de développer le tourisme en Égypte.